# Hipogeu dos Aurélios
Hipogeu dos Aurélios, conhecido também como Hipogeu de Aurélio Felicíssimo, é uma catacumba privada (ou hipogeu) localizada na antiga Via Labicana, no rione Esquilino de Roma.

## História e descrição
Esta catacumba foi descoberta em 1919 no cruzamento entre as modernas Viale Manzoni e Via Luzzatti e imediatamente despertou o interesse dos estudiosos por causa de seu rico ciclo de afrescos que decora as paredes e cuja interpretação ainda hoje provoca discussões.
O monumento, que não é mencionado em nenhuma fonte literária, foi descoberto durante as obras de construção de uma garagem. Ele se apresenta em dois pisos: o superior, composto por uma sala que originalmente era semi-hipogeia e do qual resta apenas a parte inferior, e, cinco metros abaixo, o inferior, composto por dois ambientes simétricos e completamente hipogeus.
Os ambientes são pintados em afresco com cenas de difícil interpretação, mas datados de c. 230 d.C.. Com a construção da Muralha Aureliana e a consequente ampliação do pomério, o sepulcro foi abandonado (pois não eram permitidos sepultamentos no interior da cidade). O nome do local deriva de um dos dois ambientes do primeiro piso, conhecido como "Cubículo dos Aurélios", cujo piso é recoberto por um mosaico no qual Aurélio Felicíssimo (em latim: Aurelius Felicissimus) dedica o sepulcro aos seus irmãos Aurélio Onésimo, Aurélio Papírio e Aurélia Prima (em latim: Aurelius Onesimus, Aureliius Papirius e Aurelia Prima). Numa parede está afixada uma inscrição em mármore na qual Aurélio Martino e sua esposa Júlia Lídia recordam sua filha morta Aurélia Mirsina (em latim: Aurelius Martinus, Iulia Lydia e Aurelia Myrsina).